# Aparceros
Aparceros es una localidad del municipio de Nacajuca ubicado en la subregión centro del estado mexicano de Tabasco.

## Geografía
La localidad de Aparceros se sitúa en las coordenadas geográficas 18°01′02″N 92°58′00″O / 18.017222, -92.966667, a una elevación de 10 metros sobre el nivel del mar.

## Demografía
Según el Conteo de Población y Vivienda 2020, efectuado por el Instituto Nacional de Estadística y Geografía, la localidad de Aparceros tiene 972 habitantes, de los cuales 488 son del sexo masculino y 484 del sexo femenino. Su tasa de fecundidad es de 2 hijos por mujer y tiene 268 viviendas particulares habitadas.
| Gráfica de evolución demográfica de Aparceros entre 2005 y 2020 |
|                                                                 |
| INEGI.                                                          |